# Pauli Arbarei
Pauli Arbarei es un municipio de Italia de 685 habitantes en la provincia de Cerdeña del Sur, región de Cerdeña.

## Evolución demográfica
| Gráfica de evolución demográfica de Pauli Arbarei entre 1861 y 2001 |
|                                                                     |
| Fuente ISTAT - Elaboración gráfica de Wikipedia                     |